# فتشاو
فتشاو (بالألمانية: Vetschau) هي بلدة ألمانية تقع في براندنبورغ في ألمانيا.

## توأمة
لفتشاو اتفاقيات توأمة مع:
- بيدبورغ

## أعلام
- ويلهلم شيبر